# Kurixalus motokawai
Espèce
Kurixalus motokawai est une espèce d'amphibiens de la famille des Rhacophoridae.

## Répartition
Cette espèce est endémique du Viêt Nam. Elle se rencontre entre 1 050 et 1 230 m d'altitude :
- dans la province de Kon Tum dans la réserve naturelle de Ngoc Linh et la forêt de Kon Plong ;
- dans la province de Gia Lai dans le parc national de Kon Ka Kinh.

## Description
Les mâles mesurent de 23,2 à 28,4 mm et la femelle 25,1 mm.

## Étymologie
Cette espèce est nommée en l'honneur de Masaharu Motokawa.

## Publication originale
- Nguyen, Matsui & Eto, 2014 : A new cryptic tree frog species allied to Kurixalus banaensis (Anura: Rhacophoridae) from Vietnam. Russian Journal of Herpetology, vol. 21, no 4, p. 295–302.